# ミエルカ

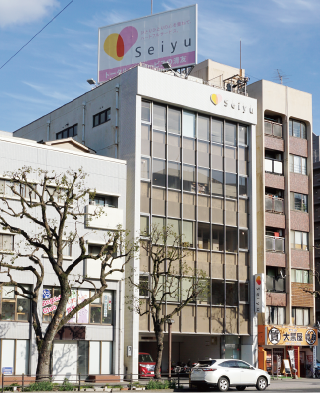
清友ビル
（株式会社ミエルカが入る／鹿児島市内）

株式会社ミエルカ（英文表記：Mieru-ka Co., Ltd.）は、鹿児島県鹿児島市に本社を持つイベント企画制作会社。

## 概要
2010年、鹿児島発の新たな文化、生活スタイルを提起するため、同じ鹿児島市内に本社を置く清友社長の宮之原明子により設立。現在はイベントや広告の企画・制作・販売、モデル・タレント事業、各種セミナーの企画・実施、教育・就労支援、各種コンサルティング、飲食業イベントなどの事業展開を行っている。

## 主な事業展開

### 美人時計in鹿児島
2010年11月11日に開始。『誰かを元気に出来る人』をテーマに18歳から30歳代女性を対象としたネットコンテンツ。月間1000万PVまで記録するようになった。またこれの派生版として翌2011年7月7日には「美男時計in鹿児島」もオープンした。

### 美人ビアガーデン
2012年8月に『鹿児島から日本を元気に！笑顔が集まる美人ビアガーデンとして鹿児島の人、街を元気にする』をテーマにオープン。また2013年5月から8月にかけ、『来店すると元気になる鹿児島のパワースポット（元気かつ癒しの空間を演出！）』をテーマにポルトカーサとのコラボレーションにより第2弾が開催された。さらに2014年5月から8月にかけては『鹿児島の島』をテーマに第3弾が回開催されている。これらが好評であったこと、各方面からの問い合わせが増大したことから『出張美人ビアガーデン』もスタートさせている。

### Seven Colors
2012年8月10日に「美人ビアガールズとしてスタート。同年12月に鹿児島市内に居酒屋「HappyDining 虹家」のオープンと同時に現在のグループ名に改名した。
コンセプトは「笑顔と笑顔の架け橋になること」。
2015年までにオリジナル楽曲5曲を発表。現在MBCラジオ「Music Express」「アイドルお忍びバー -時空-」、鹿児島讀賣テレビ「amp」のレギュラー、テレビCM「超特割」「ふとんの今藤/my makura～旅する枕」に出演中。

### 薩摩こんしぇるじゅ。
2018年の『明治維新150年』に向けて『鹿児島から元気を！鹿児島大好き』をテーマに鹿児島県を観光案内するコンシェルジュ。
鹿児島が大好きな女性が街歩きを通して、鹿児島の『よかとこ(人・食・歴史・自然・文化）』を紹介。歴史・自然・文化やおもてなしについての研修を受けた者が薩摩美人（薩摩おごじょ）として認定されている。

### かごしまchaガール
鹿児島茶を取り扱う問屋さんの若手が集まって結成されている茶業青年団が、2015年9月に開催される「全国茶審査技術競技大会」で青年団と共にかごしま茶をPRするために結成したもの。お茶文化を学んで鹿児島の女子力をアップすることが狙いとなっている。

### じゃんけんマン
鹿児島を元気にしたい。そんな熱い思いで戦う孤高の「ゆるヒーロー」。